# Mount Torckler
Mount Torckler är ett berg i Antarktis. Det ligger i Östantarktis. Australien gör anspråk på området. Toppen på Mount Torckler är 1 190 meter över havet.
Terrängen runt Mount Torckler är huvudsakligen platt, men österut är den kuperad. Trakten är obefolkad. Det finns inga samhällen i närheten.